# Нічне стояння

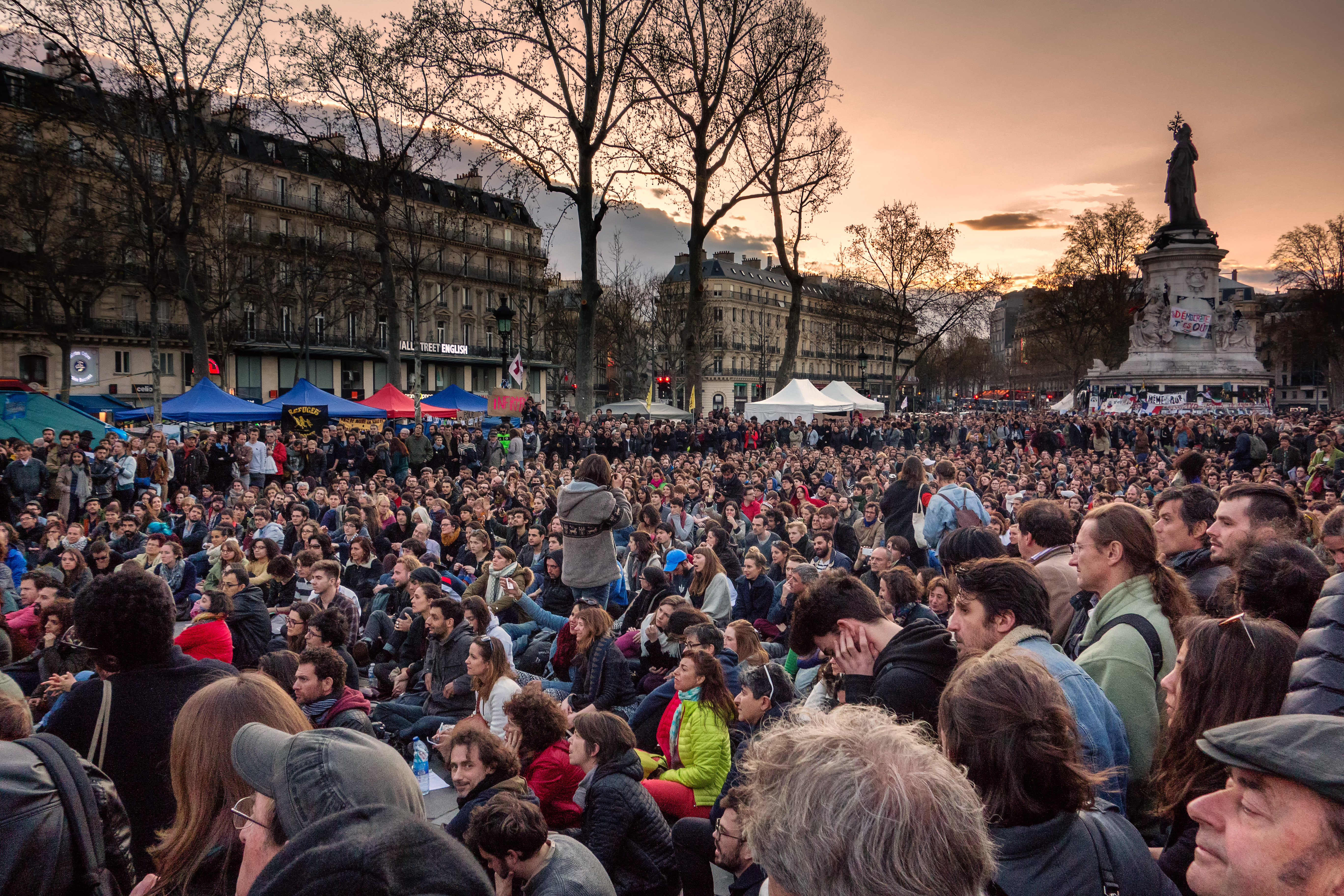
Ніч Стенд, Площа Республіки (Париж), 10 квітня 2016

Нічне стояння (фр. Nuit Debout) — французький суспільний рух, що почався з 31 березня 2016 року у Франції проти неоліберального Закону про працю, висунутого урядом Соціалістичної партії Франції та названого в честь міністра праці Міріам Ель-Хомрі.. Голосування заплановане на 3 травня 2016 р. на Національних зборах Франції.
«Нічне стояння» часто порівнюють з подібними рухами «Захопи Волл-стріт» в США та M-15 (Indignados) в Іспанії.

## Передумови
Суспільний рух, щодо перегляду реформи трудового кодексу, який станом на кінець квітня 2016 року переріс в масові протести.. Реформа розроблена міністром праці Франції Міріам Ель-Комрі, дає можливість роботодавцям збільшувати кількість робочих годин і домовлятися про оплату понаднормових безпосередньо з працівниками, минаючи профспілки. Також реформа передбачає спрощення процедури звільнення працівників. У профспілках вважають, що реформа, покликана, за словами влади, боротися з безробіттям, на практиці призведе, насамперед, до погіршення умов праці.
Рух багато в чому черпає натхнення з історії Паризької комуни.

## Розгін демонстрацій
Демонстрації, які спочатку мали мирний характер, знайшли своє продовження в сутичках з поліцією. Поліція застосувала сльозогінний газ після того, як демонстранти почали закидати її пляшками і камінням. Усього 18 людей були затримані у Парижі та в провінції.

## Розширення руху

### У Франції
* З 31 березня : Париж, Ліон, Марсель, Нант i Ренн.
* З 4 квітня : Орлеан.
*15 вересня : відбулися масштабні протистояння в 110 французьких містах. За даними профспілок, на вулиці вийшли 170 тисяч осіб, поліція називала цифру у 78 тисяч. У наслідок сутичок 15 поліцейських було госпіталізовано, затримано 32 учасників протесту.

### За кордоном
Рух виходить за межі Франції:  Бельгія,  Німеччина  Люксембург,  Канада, i  Португалія/